# На скейте от смерти
«На скейте от смерти» (англ. Skate or Die) — фильм-боевик режиссёра Мигеля Куртуа. Франция, 2008 год.

## Сюжет
Двое скейтбордистов Микки и Идрисс случайно оказываются на месте криминальной встречи наркомафии. Им удаётся снять на камеру сотового телефона убийство. В этот момент Идриссу звонит мама, и убийцы обнаруживают подростков. Те пытаются обратиться в полицию, но оказывается, что убийцы — сами полицейские, которые тут же объявляют молодых людей в розыск. Спасти их может только Сильви — женщина-офицер, которая видела запись и начала сомневаться в честности своих коллег. Ещё один свидетель-союзник — их подруга Дани, но девушку тяжело ранит один из преступников. Последнее решающее слово в спасении подростков — за Сильви.

## В ролях
- Микки Маху — Микки
- Идрисс Диоп — Идрисс
- Эльса Патаки — Дани
- Филипп Бас — Лукас
- Пасси — Силла
- Рашида Бракни — Сильви, офицер полиции